# Strada romana della Valle del Besaya
La strada romana della Valle del Besaya o calzada dei Blendios (Cantabria, Spagna) appartiene alla Via Legione VII Gemina Ad Portum Bledium, il cui itinerario appare nella lastra I dell'Itinerario de Barro. Collegava i centri abitati di Pisoraca (Herrera di Pisuerga, Palencia) e Portus Blendium (Suances, Cantabria), trattandosi della principale arteria di comunicazione tra l'Altopiano e la costa cantabrica. Questa inizia a circa 500 metri dalla disabitata Somaconcha (Pesquera) e nei pressi di una località chiamata Peña del Corvo, scorre a nord fino a Mediaconcha (Molledo) e prosegue come una strada principale attraverso questo centro abitato. Dopodiché continua verso nord fino a una località chiamata «Inglero», prosegue lungo la pista che unisce Somaconcha con Pie de Concha e infine termina nel suddetto paese, dove la strada si immette in una piazzetta.
Questa strada attraversa un'area montana, coperta da formazioni boscose autoctone (querce, castagni, faggi). La larghezza della strada oscilla tra i 3 e i 4,10 metri, essendo questa misura la più comune; la base della strada è formata da sassi di forme irregolari di dimensioni molto varie, e sono suggestive alcune lastre che hanno dimensioni considerevoli.

## Dubbi sulla sua origine romana
Sebbene non vi siano dubbi che l'attuale tracciato della strada possa corrispondere al tracciato originario romano, la maggior parte degli specialisti oggigiorno dubita che i resti tra Pesquera e Bárcena di Piede di Conchiglia siano veramente datati all'epoca romana. Secondo gli esperti la strada non possiede le caratteristiche costruttive proprie delle vie disegnate dai romani - il tracciato è tortuoso e non ha la larghezza adeguata per la circolazione di carri, ha un dislivello eccessivo ed è carente del drenaggio tipico delle costruzioni romane - quindi, senza negare che la sua costruzione risalga all'epoca romana, non può considerarsi un'opera esemplare della sapienza costruttiva tipica di quella cultura.
Il trasporto di merci in epoca romana veniva effettuato fondamentalmente su carri. Tuttavia, questa via non sembra adatta a questo tipo di trasporto per i dislivelli e la tipologia di pietre presenti. Sembra che sia stata costruita per il passaggio di animali da soma, ma in nessun caso di carri, il che fa pensare che l'attuale strada non sia di epoca romana.
Nel 2003 sono stati datati al secolo XVIII dei resti di ceramica trovati sotto la pavimentazione, il che indica che la strada in quel secolo è stata costruita o riparata in quel punto, anche se la sua realizzazione non può ancora essere datata in maniera affidabile.
Inoltre la parola «concha» significa percorso. Il luogo di Pie de Concha si trova ai piedi della strada, Mediaconcha, a metà strada e Somaconcha, in cima alla strada. A meno che non ci sia stato un recente cambio di nome, cosa improbabile, il nome Pie de Concha conferma l'esistenza di quel sentiero (concha) nel giorno in cui ha ricevuto il suo nome attuale, non sappiamo quando, ma con assoluta certezza prima del XVIII secolo. Senza dubbio questo è un percorso più adatto a unire piccoli centri abitati che a far parte di una via di comunicazione a lunga percorrenza pensata per più ampi obiettivi.